# Lanugo
Lanugo je velmi jemné, většinou nepigmentované ochlupení, které se vyskytuje u některých zvířat a občas i u novorozeňat.
Lanugo představuje první ochlupení, které je vyprodukováno vlasovými folikuly. U lidí k němu dochází v plodové fázi kolem 5. měsíce těhotenství. Typicky se vytratí kolem 7. či 8. měsíce, nicméně občas je přítomno i u novorozeňat. V tomto případě samo zmizí během několika dní až týdnů. Lanugo je přítomné i u některých zvířat jako jsou ploutvonožci či sloni.